# Turmi
Turmi este un oraș din Etiopia. În 2005 avea 1.087 de locuitori.